# Žerď
Žerď je zpravidla dřevěná nebo kovová tyč obvykle mnohonásobně menší než vlajkový stožár určená k nošení praporu nebo vyvěšování vlajky. Žerď bývá povětšinu času uchycena na fasádním držáku šikmo k budově, či svisle k pevnému zaváženému stojanu uvnitř interiéru. Zpravidla se vyznačuje houbovým, špicovým či zvířecím zakončením a v případě vyvěšení vlajky na budově žerď může disponovat i kladkou a lankem. Nejpoužívanější je však odnímatelná žerď s kovovými očky pro dvě karabinky nebo jen prázdná tyč pro navlečení vlajky a koncovým očkem, jež zamezuje odfouknutí vlajky.   

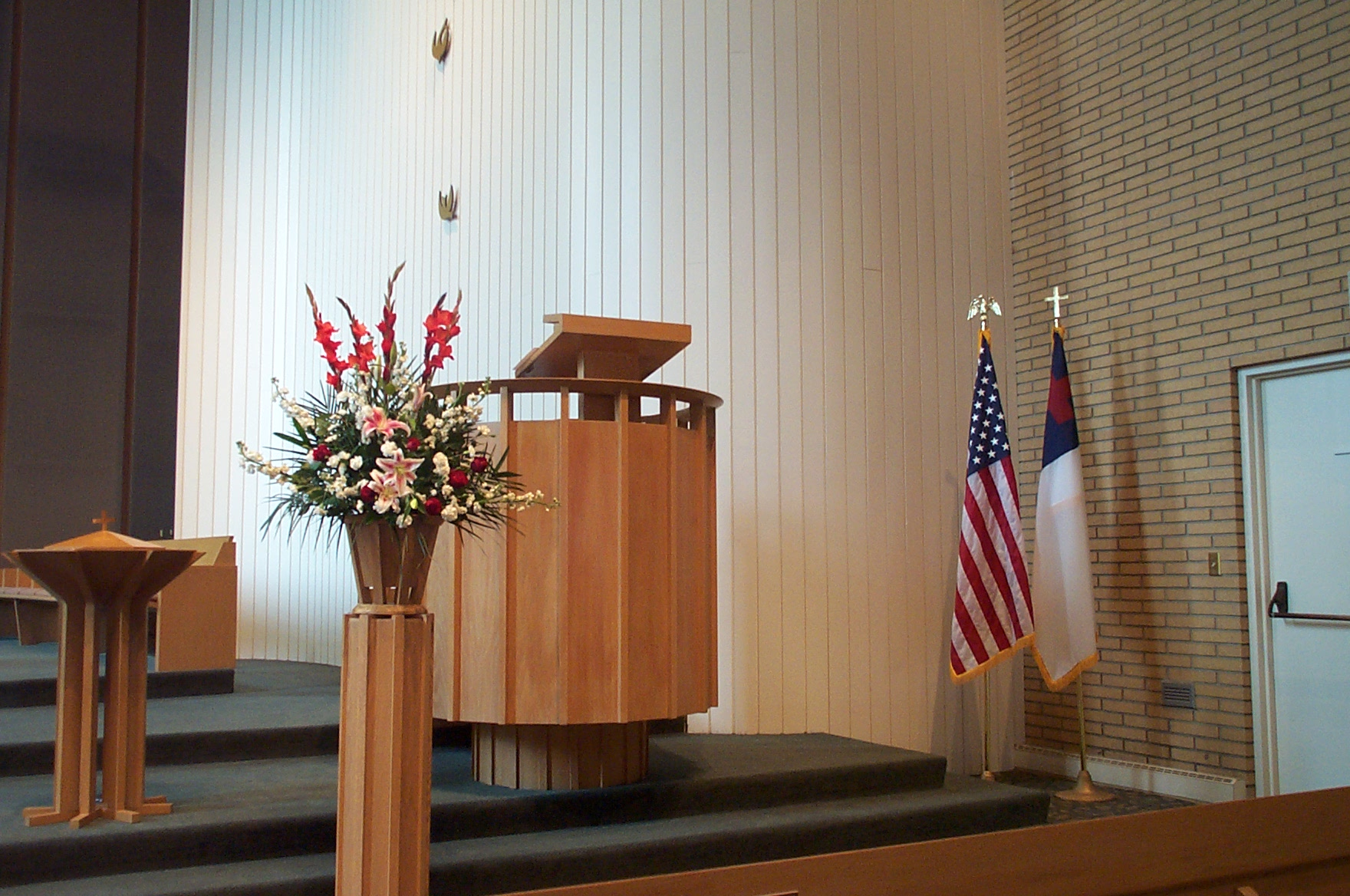

K žerdi se vztahuje podstatná část vexilologického názvosloví